# 稗子的比喻
稗子的比喻是耶穌用过的一个比喻，记载于《马太福音》第13章第24-30、36-43节。

## 內容和解釋
人撒好種後，睡覺時，有仇敵來，將稗子（和合本翻译做稗子，但稗子和麦子并不相像，根据圣经原文，更可能是毒麦）撒在那田。長苗吐穗時顯出來，田主的僕人向主人報告。主人不同意拔出稗子，以免傷害好麥，等收割時，才吩咐收割的人將稗子留著燒，麥子要收在倉庫。